# Nicole Dubré-Chirat
Nicole Dubré-Chirat (ur. 18 grudnia 1951 w Felletin) – francuska polityk reprezentująca partię La République En Marche! W wyborach parlamentarnych w czerwcu 2017 r. została wybrana do francuskiego Zgromadzenia Narodowego, w którym reprezentuje departament Maine i Loara.